# Nová Véska (Norberčany)
Nová Véska – wieś, część gminy Norberčany, położona w kraju ołomunieckim, w powiecie Ołomuniec, w Czechach.